# Babanka

Babanka (in ucraino Бабанка?) è un insediamento rurale (2137 abitanti) nel distretto di Uman', nell'oblast' di Čerkasy, in Ucraina. Ospita l'amministrazione della comunità territoriale di Babanka, una delle comunità territoriali dell'Ucraina.
Fino al 26 gennaio 2024 Babanka era classificata come insediamento di tipo urbano. Da tale data è entrata in vigore una nuova legge che ha abolito questo status e Babanka è stata riclassificata come insediamento rurale.